# Mecherchar-Inseln
Die Mecherchar-Inseln sind eine Inselgruppe der westpazifischen Inselrepublik Palau. Sie gehören zum Archipel der Palauinseln und liegen 23 Kilometer südwestlich der Insel Koror.
Die Gruppe besteht aus ca. 70 dicht bewaldeten Inseln, deren mit Abstand größte die gleichnamige Hauptinsel Mecherchar (Eil Malk) ist. Sämtliche Inseln sind unbewohnt.